# Большеголовая лопатница
Большеголовая лопатница, или австралийская руколапая лягушка (лат. Ranoidea australis) — вид бесхвостых земноводных из семейства квакш, обитающий в Австралии. Она встречается от запада Квинсленда до севера Западной Австралии.

## Описание
Длина тела до 100 мм. Они различаются по окрасу и рисунку; цвет взрослых особей от серого до тускло-розового, зеленого или, чаще, коричневого на спинной поверхности, иногда с более темными отметинами. На спине есть невысокие бородавки и две продольные кожные складки, вторая пара складок находится на боках. Брюхо белое, с мелкими пупырышками. Темно-коричневая полоса начинается от кончика рыла и проходит через барабанную перепонку и заканчивается на плече. Аналогично окрашенная полоса проходит под глазом, а другая проходит по всей длине верхней челюсти. Барабанная перепонка частично покрыта кожной складкой и хорошо видна. Окрас задней части бёдер варьирует от телесного до темно-синего цвета, а паховая область бледно-голубо-зеленого цвета. Пальцы задних ног соединяет небольшая перепонка, а пальцы передних конечностей без перепонок.

## Экология и поведение
Этот вид обитает в поймах рек, лесах и лугах. В сезон дождей его обычно можно увидеть днём греющимся на солнце возле мест размножения, включая временные пруды, ручьи или затопленные участки. Самцов можно услышать с конца ноября по февраль, издавая короткий звук «уууу». Яйца откладываются кучками по 7000 штук, но чаще по 100—1000 штук. Вскоре после откладывания они тонут.